# Goerodes minor
Goerodes minor är en nattsländeart som beskrevs av Banks 1931. Goerodes minor ingår i släktet Goerodes och familjen kantrörsnattsländor. Inga underarter finns listade i Catalogue of Life.